# 関根苑子
関根 苑子 (せきね そのこ、1994年2月22日 - ) は、アナウンサー。元新潟放送 (BSN)・千葉テレビ放送（チバテレ）のアナウンサー 。ライムライト所属。

## 来歴
東京都武蔵野市出身。明治学院大学法学部法律学科卒業。高校野球中継で目にした応援席リポートに胸を打たれ、それをきっかけにアナウンサーを志す。
金融機関の事務職に就いた後、放送業界へ転身。2018年4月からNHK新潟放送局の契約キャスターを務めていた。そして2019年春に新潟放送に入社し、同局のアナウンサーになる。
2024年2月29日を以って、新潟放送を退社。2024年4月からは千葉テレビ放送（チバテレ）アナウンサーに就任したが、1年後の2025年3月で契約終了となった。同年4月からはフリーで活動しているが、『東京シティ競馬中継』および『南関東地方競馬中継』MCの1人として担当しているため、船橋競馬開催時には、チバテレで引き続きお目にかかることができる。

## 人物
大学在学時には軟式野球サークルのマネージャーを務めていた。大学3年時には明治学院大学白金祭で行われる『ミス明治学院コンテスト2014』に出場し、準グランプリを受賞した。
学外では、美容サロンのモデルやファッション雑誌『Ray』『JJ』の読者モデルなどを務めていた。西武ドームで売り子のアルバイトをしていたこともある。

## 担当番組
新潟時代
- 新潟ニュース610（NHK新潟放送局） - 「週末ミニキテ！」リポーター[7]
- BSN NEWS ゆうなび（新潟放送） - キャスター兼リポーター

千葉テレビ放送時代
- newsチバ（2024年4月1日 - 2025年3月28日） - キャスター
- ちば朝ライブ モーニングこんぱす（2024年4月15日 - 2025年3月18日） - 月・火曜MC

フリー時代
- 東京シティ競馬中継、南関東地方競馬中継（2025年4月 - ） - MC（交代制）